# Carl Nassib
Carl Paul Nassib, född 12 april 1993, är en amerikansk fotbollsspelare som spelar defensive end för Las Vegas Raiders i National Football League (NFL). Han spelade collegefotboll på Penn State och draftades av Cleveland Browns i den tredje omgången i NFL-draften 2016. Han har också spelat för Tampa Bay Buccaneers.
År 2021 blev Nassib den första aktiva NFL-spelaren som offentligt kom ut som homosexuell.

## Tidiga år
Nassib gick i Malvern Preparatory School i Malvern, Pennsylvania, där han spelade amerikansk fotboll på college. Han spelade offensive tackle och defensive end. 

## Collegekarriär
Nassib gick på Pennsylvania State University och spelade i fotbollslaget Penn State Nittany Lions.

## Professionell karriär

### Cleveland Browns
Nassib valdes av Cleveland Browns i den tredje omgången av NFL-draften 2016 med det 65:e valet. Den 28 juni skrev Nassib under ett fyraårigt kontrakt värt cirka 3,2 miljoner dollar, med en signeringsbonus värd cirka 890 000 dollar.
I sin första match som professionell mot Philadelphia Eagles fick Nassib en sack, tre tacklingar och en bruten passning och fick en nominering till Pepsi NFL Rookie of the Week.
Nassib släpptes från Browns 2 september 2018.

### Tampa Bay Buccaneers
3 september 2018 värvades Nassib av Tampa Bay Buccaneers. Han fick karriärrekord i både sacks (6.5) och tacklingar för förlust (12) 2018.

### Las Vegas Raiders
Den 27 mars 2020 skrev Nassib under ett treårigt kontrakt på 25 miljoner dollar med Las Vegas Raiders.
I vecka 10 mot Denver Broncos gjorde Nassib sin första interception på ett pass som kastades av Drew Lock. Raiders vann matchen med 37–12.

## Privatliv
Carls föräldrar är Mary och Gilbert Nassib. Hans far spelade collegefotboll vid University of Delaware. Han har fyra syskon: två bröder, John och Ryan, och två systrar, Carey och Paige. Ryan, som är tre år äldre, spelade collegefotboll för Syracuse University och var quarterback i NFL. 
Den 21 juni 2021 släppte Nassib en film på sitt Instagramkonto om att han är gay och blev den första aktiva NFL-spelaren som kom ut offentligt. I filmen lovade han att donera 100 000 dollar till The Trevor Project, en organisation som jobbar med krisstöd och förebyggande av självmord bland HBTQ-ungdomar, och att fortsätta att stödja deras arbete.